# Wickiana

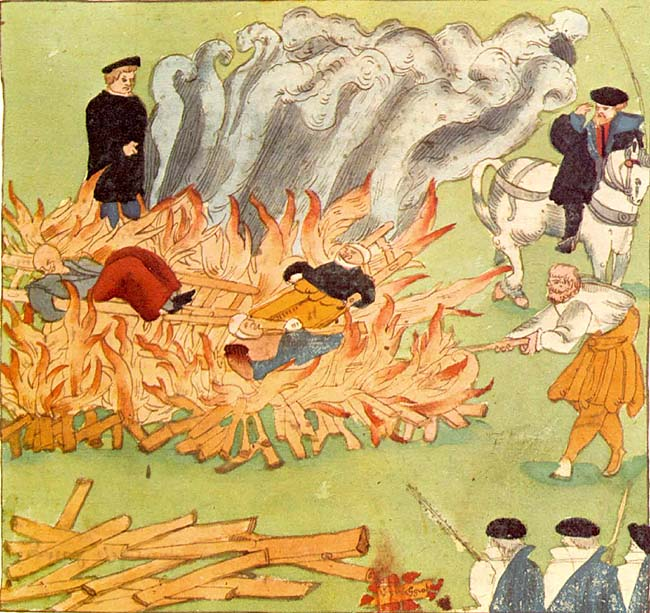
Drie heksen worden in Baden verbrand (1585).

De Wickiana door Johann Jakob Wick uit Zürich (1522-1588) is een verzameling populaire enkelveldrukken die tussen 1560 en 1587 in 24 boekdelen verzameld zijn. Zij zijn een belangrijke informatiebron voor het tijdperk van de reformatie in Zwitserland.
Wick woonde in Zwitserland tijdens de heerschappij van Heinrich Bullinger, opvolger van Huldrych Zwingli. Hij studeerde in Tübingen theologie en was pastoor van de Predigerkirche. Daarna was hij kanunnik en tweede aartsdeken bij de Grossmünsterkerk.
Wicks documenten zijn na zijn dood in 1588 bijeengebracht in de kloosterbibliotheek van Grossmünster en in 1836 naar de Zentralbibliothek Zürich verplaatst. De oorspronkelijke verzameling is in 1925 verdeeld in manuscripten en vroege drukken. De verzameling drukstukken bevat 429 drukken uit de oorspronkelijke Grossmünsterverzameling plus tien die later bijgevoegd zijn. De verzameling is in 1997–2005 gedeeltelijk in een facsimile-uitgave met commentaar uitgebracht.

## Voorbeelden

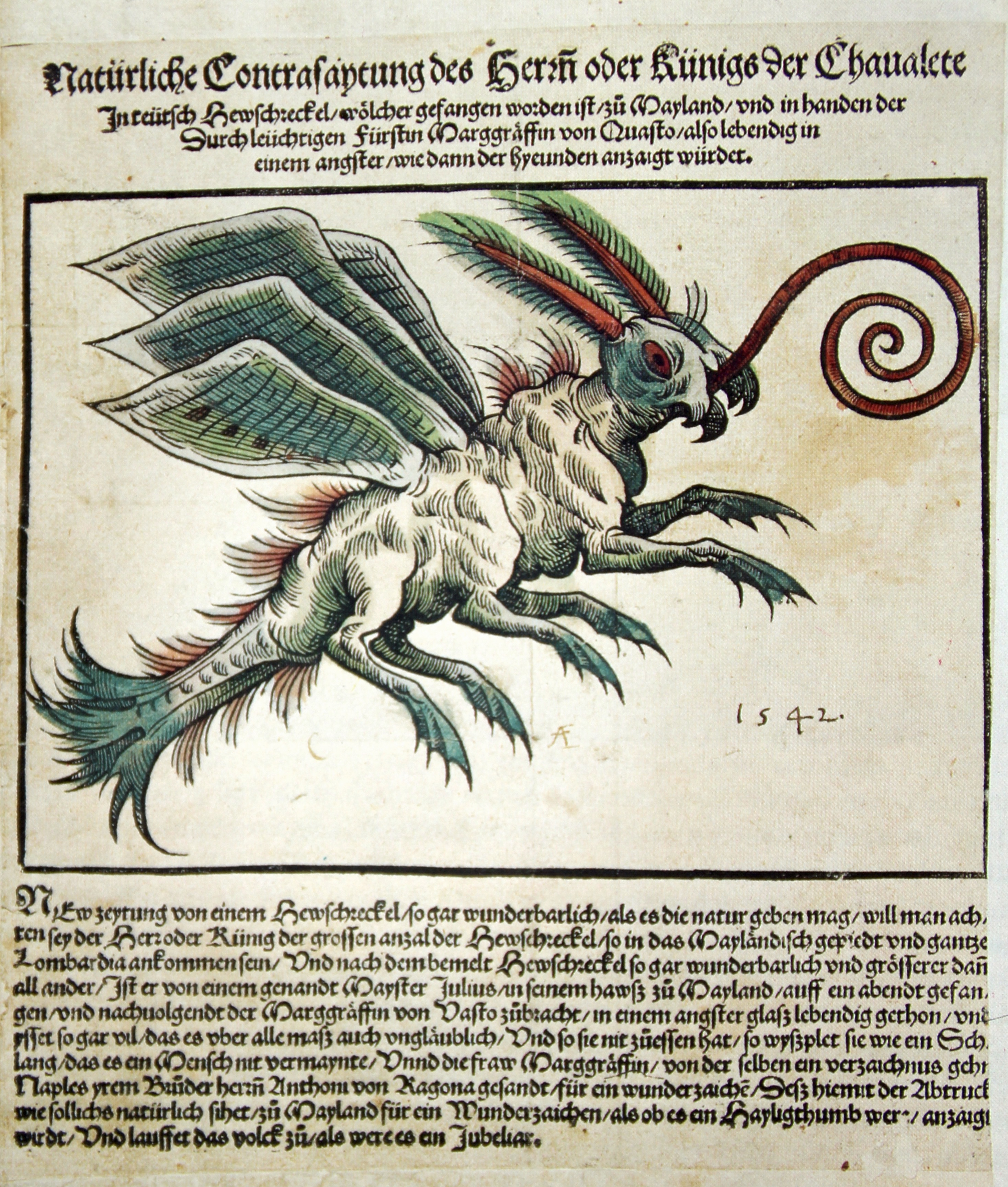
Sprinkhaan
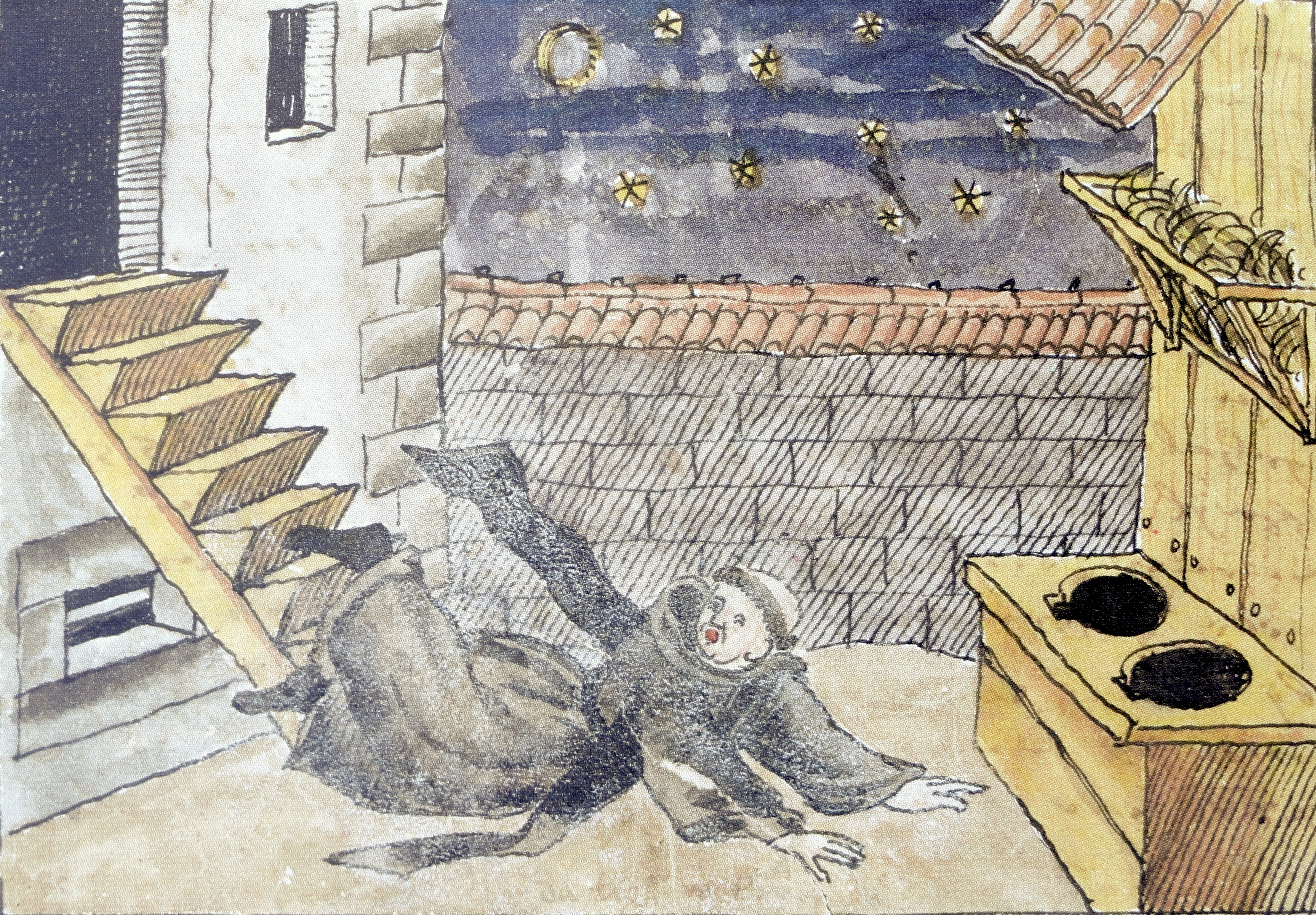
Monnik Bastian Hegner valt en sterft in Rapperswil: November 12, 1561
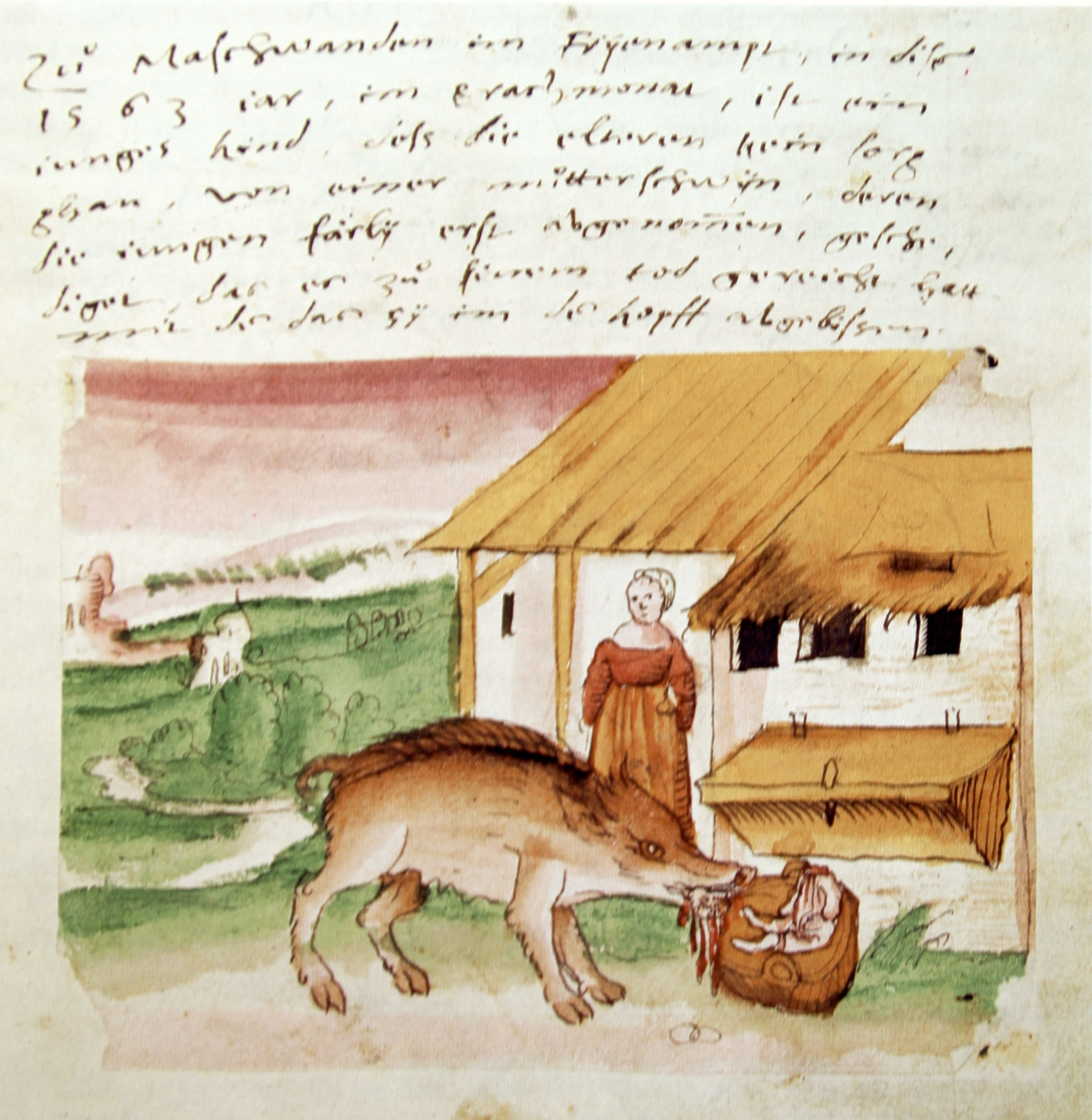
Een kind in Maschwanden is door een everzwijn aangevallen en sterft.
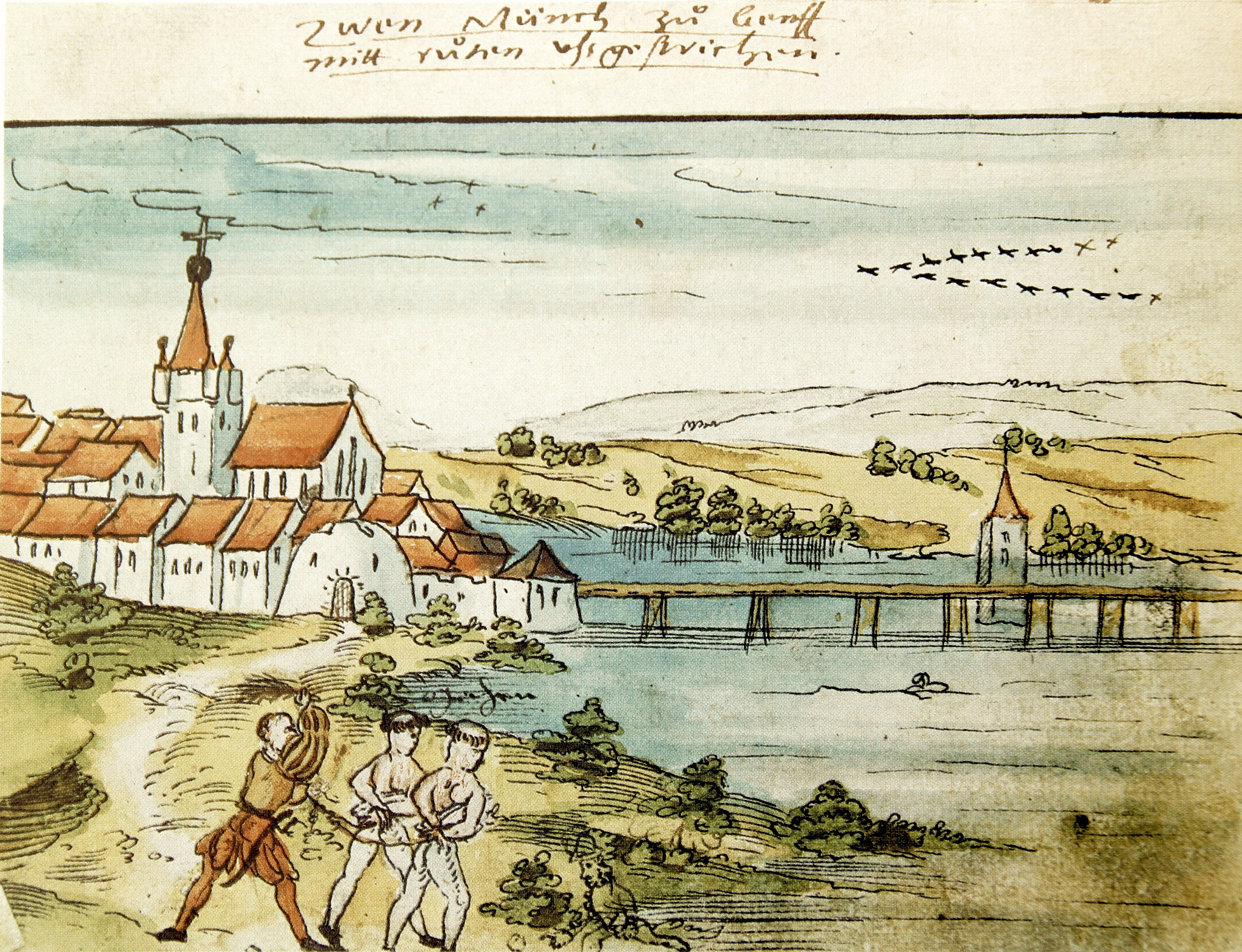
In Genève worden twee monniken gegeseld omdat ze vals gespeeld hebben.
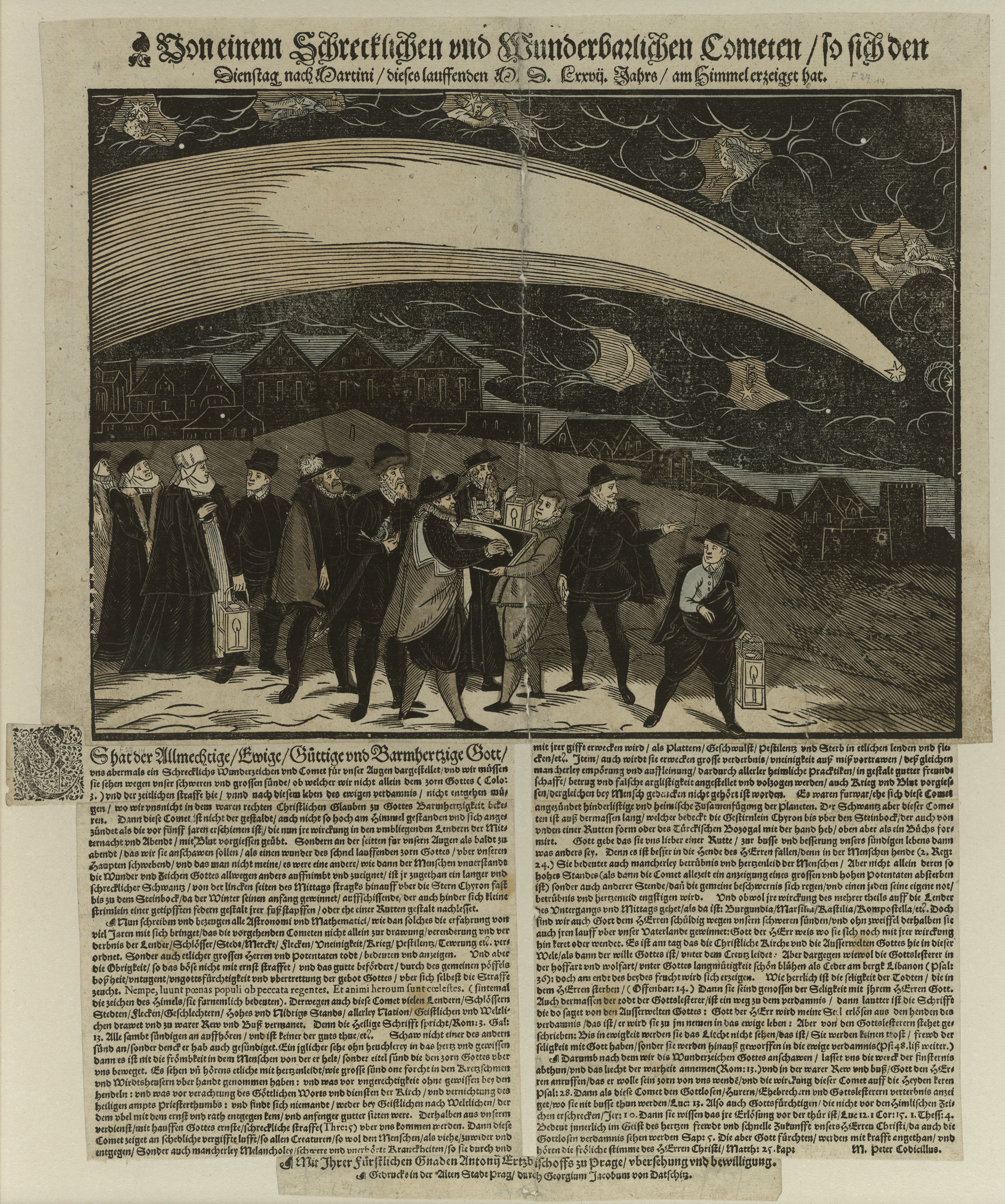
Grote komeet van 1577, Praag, November 12, 1577